# Латвийско-литовские отношения

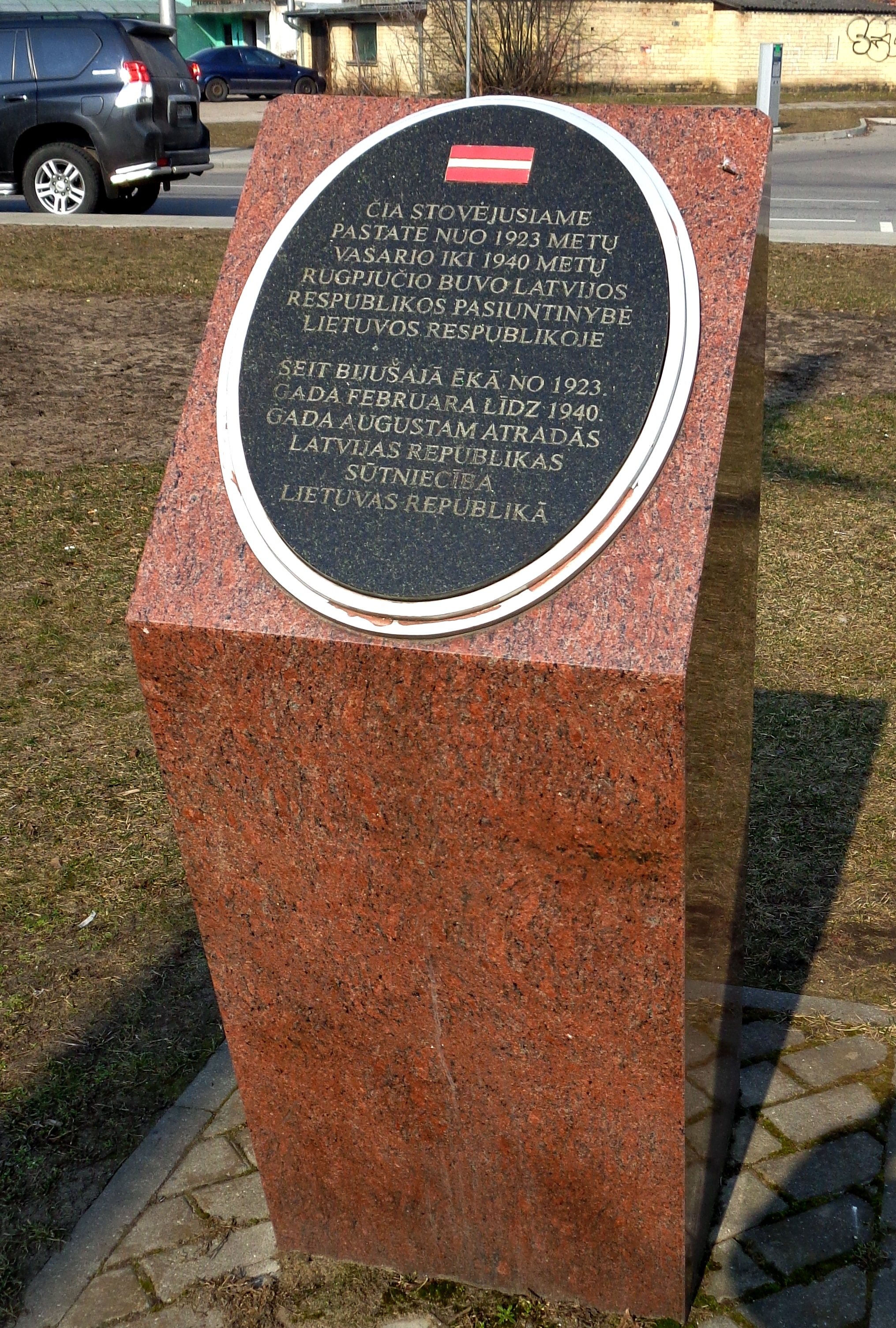
Мемориальный камень ранее находившемуся на этом месте Посольству Латвии в Литве, Каунас

Латвийско-литовские отношения — двусторонние отношения между Латвией и Литвой. Дипломатические отношения между странами были установлены 5 октября 1991 года. У Литвы есть посольство в Риге, а Латвия имеет посольство в Вильнюсе. Протяженность государственной границы между странами составляет 544 километра.

## Сравнительная характеристика
|                     | Латвия                                                | Литва                                                 |
| ------------------- | ----------------------------------------------------- | ----------------------------------------------------- |
| Население           | 1 891 000                                             | 2 840 758                                             |
| Территория          | 64 589 км²                                            | 65 300 км²                                            |
| Плотность населения | 34,3 чел./км²                                         | 45 чел./км²                                           |
| Столица             | Рига                                                  | Вильнюс                                               |
| Крупнейший город    | Рига                                                  | Вильнюс                                               |
| Правительство       | парламентская республика                              | парламентско-президентская республика                 |
| Язык                | латышский                                             | литовский                                             |
| Основная религия    | христианство                                          | христианство                                          |
| ВВП                 | 49,891 млрд долларов США (24,619 $ на душу населения) | 85,304 млрд долларов США (29,380 $ на душу населения) |
| ИЧР                 | 0,863                                                 | 0,875                                                 |

## История
Оба государства объединяет долгая общая история, начинающаяся с 13-го века под властью: Ливонского ордена, Польско-литовской унии, Швеции и Российской империи. C 1940 по 1991 год обе страны находились в составе СССР. С 1994 по 2004 год страны являлись членами Балтийской зоны свободной торговли. В настоящее время страны являются полноправными членами Совета государств Балтийского моря, НАТО и Европейского союза.